# Theridion nivosum
Theridion nivosum är en spindelart som beskrevs av William Joseph Rainbow 1916. Theridion nivosum ingår i släktet Theridion och familjen klotspindlar.
Artens utbredningsområde är Queensland. Inga underarter finns listade i Catalogue of Life.